# Samuth Sithnaruepol
Samuth Sithnaruepol (ur. 17 maja 1959 r.) – tajski bokser, były mistrz świata IBF w kategorii słomkowej.

## Kariera zawodowa
Jako zawodowiec zadebiutował 1 stycznia 1982 r., nokautując w 2. rundzie Rimthanga Kiatkamchaia. Do 1986 r. walczył różnie, raz wygrywając, raz przegrywając. Zdobył w tym czasie pas OPBF i mistrzostwo Tajlandii w wadze słomkowej. W 1987 r. obronił tytuł OPBF jeszcze 3krotnie, raz remisując.
24 marca 1988 r. dostał szansę walki o  mistrzostwo świata IBF. O zwakowany przez Lee Kyung-younga tytuł zmierzył się z niepokonanym Filipińczykiem Domingo Lucasem. W 9. rundzie Filipińczyk doznał kontuzji lewego oka, co utrudniało mu walkę. W 11. rundzie sędzia postanowił przerwać pojedynek, ogłaszając zwycięstwo Taja przez techniczny nokaut. 29 sierpnia przystąpił do kolejnej obrony tytułu. Rywalem Taja był Koreańczyk In-Kyu Hwang. Sithnaruepol zwyciężył jednogłośnie na punkty (147-144, 146-142, 146-144). Był to ostatni, 15. rundowy pojedynek stoczony w boksie.
24 marca 1989 r. przystąpił do drugiej obrony mistrzostwa świata IBF. W Dżakarcie zmierzył się z lokalnym zawodnikiem, Nico Thomasem. Po 12. rundach został ogłoszony remis (117-117, 113-117, 115-115), przy czym Sithnaruepol obronił tytuł. 17 czerwca doszło do rewanżu, również w Dżakarcie, w Indonezji. Thomas zwyciężył jednogłośnie na punkty (115-111, 119-108, 115-111) i odebrał Tajowi pas. Po tej walce Sithnaruepol postanowił zakończyć karierę, nie wychodząc już więcej do ringu.